# Списък на вестготските кралици
Списък на вестготските кралици

## Списък навестготскитекралици
- Елия Гала Плацидия, съпруга на Атаулф (414–15)
- Флавия Валиана, съпруга на Теодерих I (418–51)
- ? Рагнахилд, съпруга на Ойрих (466–84)
- Теудигота, съпруга на Аларих II (494–507)
- Клотилда, съпруга на Амаларих (511/26–31)
- Гоисвинта, съпруга на Атанагилд (554–67)
- Теодосия от Картагена, първа съпруга на Леовигилд (568–86)
- Госвинта, втори път, втора съпруга на Леовигилд
- Ингунда, съпруга на Херменегилд (580–85), омъжва се 579
- Бадо (Бауда), съпруга на Рекаред I (580–601)
- Хлодосвинта, съпруга на Рекаред I, омъжва се 594
- Хилдоара, съпруга на Гундемар (610–12)
- Теодора, съпруга на Свинтила (621–31)
- Рекиберга, съпруга на Хиндасвинт (642–53)
- Леувигото (Лиувигото), съпруга на Ервиг (680–87)
- Киксило, съпруга на Егика (687–702), омъжва се 670
- Егилона, съпруга на Родерих (710–11/2)